# Mangu-dong
Mangu-dong là một dong, phường của Jungnang-gu ở Seoul, Hàn Quốc.

## Liên kết
- Trang chủ Jungnang-gu bằng tiếng Anh Lưu trữ ngày 25 tháng 3 năm 2008 tại Wayback Machine
- (tiếng Hàn) Du lịch của Jungnang-gu tại trang chủ Jungnang-gu
- (tiếng Hàn) Trang chủ khu dân cư Mangu bon-dong